# Strwolotka
Strwolotka ( Dactylopterus volitans) – gatunek ryby z rodziny strwolotkowatych (Dactylopteridae).

## Występowanie
Występuje w Atlantyku. Na wschodnim wybrzeżu od południowej Afryki do Zat. Biskajskiej i Morze Śródziemne, sporadycznie w południowej części Morza Północnego i Adriatyku. Na wybrzeżu zachodnim od Argentyny na południu do Kanady na północny. Także w zachodniej części Oceanu Indyjskiego oraz w środkowej części wschodniego Pacyfiku.
Ryba żyjąca nad dnem piaszczystym, mulistym na głębokości od 10 do 30 m. 

## Opis
Dorasta maksymalnie do 50 cm. Ciało wydłużone pokryta łuskami. Głowa duża,  pokryta płytkami kostnymi, otwór gębowy mały, szczęki uzbrojone w małe zęby. Bardzo małe szczeliny skrzelowe. Dwie płetwy grzbietowe, pierwsza z 4 cierniami oraz dwoma odrębnymi długimi kolcami, druga z jednym cierniem i 8 miękkimi promieniami. Płetwa piersiowa duża, przednia jej część z 6 miękkimi promieniami, tylna część silnie powiększona, wachlarzowata i połączona z przednią częścią tylko u nasady. Płetwa odbytowa z 6 miękkimi promieniami.
Ubarwienie: głowa, grzbiet i boki szare lub brązowe, często z ciemnymi kropkami i plamami oraz występującymi tam jasnymi kropkami. Spód ciała czerwonawobiały. Płetwy piersiowe brązowe, z dobrze widocznymi kropkami i smugami koloru jasnoniebieskiego.

## Odżywianie
Odżywia się małymi zwierzętami żyjącymi na dnie, przede wszystkim skorupiakami.

## Rozród
Tarło w lecie.